# Mauny
Mauny là một xã thuộc tỉnh Seine-Maritime trong vùng Normandie miền bắc nước Pháp.

## Huy hiệu
| Arms of Mauny | The arms of Mauny are blazoned: Azure, 3 crescents argent 1 &2, and a chief fusilly argent and gules. |

## Dân số
| 1962                                 | 1968 | 1975 | 1982 | 1990 | 1999 | 2006 |
| ------------------------------------ | ---- | ---- | ---- | ---- | ---- | ---- |
| 105                                  | 118  | 94   | 122  | 129  | 132  | 210  |
| Từ năm 1962: Dân số không tính trùng |      |      |      |      |      |      |